# Новый (Брестская область)
Но́вый (бел. Новы) — посёлок в Барановичском районе Брестской области Белоруссии. Входит в состав Новомышского сельсовета.

## География
Расположен в 10 км по автодорогам к северо-западу от центра Барановичей, на расстоянии 3,5 км по автодорогам к востоку от центра сельсовета, деревни Новая Мышь. Граничит с городом Барановичи. Неподалеку находился остановочный пункт Муськовичи.

## История
Возник в советское время после войны, обозначен на карте 1989 года.

## Инфраструктура
К югу от посёлка (со стороны М1) ведётся строительство гостиницы.

## Население
| Численность населения (по переписи) | Численность населения (по переписи) | Численность населения (по переписи) |
| 1999                                | 2009                                | 2019                                |
| ----------------------------------- | ----------------------------------- | ----------------------------------- |
| 7                                   | ↘2                                  | ↗6                                  |